# Duarte Lobo
Duarte Lobo, łac. Eduardus Lupus (ur. około 1565 w Alcáçovas, zm. 24 września 1646 w Lizbonie) – portugalski kompozytor.

## Życiorys
Odbył studia u Manuela Mendesa w Évorze, następnie prowadził chór przy miejscowej katedrze. W późniejszym okresie przeniósł się do Lizbony, gdzie został kapelmistrzem w Hospital Real. Od 1594 do 1639 roku był kapelmistrzem w katedrze NMP. Po przejściu na emeryturę wykładał w Seminário de São Bartolomeu.
Był czołowym przedstawicielem portugalskiej polifonii. Skomponował Natalitiae noctis responsoria na 4–8 głosów, Missa eiusdem noctis na 8 głosów, Beatae Mariae Virginis antiphonae na 8 głosów, ...virginis Salve na 3 chóry i 11 głosów (wyd. Antwerpia 1602), Cantica Beatae Mariae Virginis, vulgo Magnificat na 4 głosy (wyd. Antwerpia 1605), ponadto 2 zbiory mszy (wyd. Antwerpia 1621 i 1639). Jego utwory cechują się mistrzowskim opanowaniem reguł kontrapunktu i ścisłym przestrzeganiem reguł tonalności modalnej, przy oszczędnym stosowaniu chromatyki.